# Poisoning the Well (Stargate Atlantis)
Poisoning the Well (Evenenando el Pozo) corresponde al séptimo episodio de la primera temporada de la serie de televisión de ciencia ficción Stargate Atlantis.

## Trama
El equipo Atlantis conoce a los Hoffans, una civilización humana que ha alcanzado un nivel tecnológico similar a la Tierra durante la 1ª Guerra Mundial. Ello, gracias a que evitan perder en cada cosecha Wraith los avances aprendidos hasta ese momento guardándolos en varias bibliotecas ocultas, y permitiéndole así a los sobrevivientes no tener que empezar de cero.
Entre sus trabajos, el Consejero (líder) de Hoffan revela al equipo de Sheppard una especie de droga, la cual en teoría puede prevenir que los Espectros se alimenten de ellos. El Mayor Sheppard ofrece la asistencia del Dr. Carson Beckett, quien de inmediato se pone a trabajar con la científica Hoffan, Perna, para perfeccionar la droga. Una vez creen completado el desarrollo, deciden probar la droga contra el Espectro capturado por el equipo Atlantis hace un tiempo, a lo cual la Dra. Weir se opone ya que viola el tratado de ginebra sobre experimentos en prisioneros de guerra. Aun así, Sheppard logra conseguir su permiso y entonces él va a ver al Wraith, designado como "Steve". El Mayor engaña al Espectro, ofreciéndole un humano para alimentarse a cambio de algo de información. Sin embargo, el humano es en realidad un enfermo terminal Hoffan que acepta ser voluntario como sujeto de prueba. Ya inoculado con la droga, el hombre es llevado a donde el Espectro Steve, quien al intentar alimentarse no lo consigue, para su consternación. Este aparente éxito de la droga, luego resulta ser mucho mayor, cuando al cabo de unas horas Steve muere, siendo encontrado en su organismo altos rastros del suero. 
Ante esto, el Dr. Beckett desea realizar más pruebas, pero los Hoffans comienzan inmediatamente la producción e inoculación en masa. El Consejero afirma que la droga no solo los defenderá, sino que también les permitirá contraatacar, pero Sheppard advierte que toda su civilización será destruida por los Wraith, en cuanto éstos se den cuenta que no pueden alimentarse de ellos. En tanto, Beckett se entera de que el sujeto de pruebas falleció, pero al parecer no por la enfermedad que padecía. 
Horas después, mientras el equipo continúa intentando convencer al Consejero Hoffan de detener la inoculación a la población, los hospitales empiezan a recibir a gente gravemente enferma, todos ellas inoculadas con la droga. Pronto se registra un índice de mortandad del 50% de los casos, y el Dr. Beckett concluye que debe ser un efecto colateral del suero Hoffan. Sin embargo, a pesar del riesgo de perder a la mitad de la población, el Consejero dice que toda su gente está determinada a implementar esta "arma· en contra de los Espectros, y para ello se organiza una votación a nivel planetario. Mientras tanto, Perna muere a causa de la droga, para tristeza de Beckett. Finalmente el Consejero, informa que 96% de los Hoffan, aprobó sabiendo todos los riesgos, el uso de la droga, y pide la ayuda del Mayor Sheppard para distribuir el medicamento en otros mundos en cuanto regresen a Hoffan, pero éste le dice que probablemente no lo hagan. No pudiendo vencer la obstinación de aquellas personas, finalmente el equipo se marcha.

## Artistas invitados
- Alan Scarfe como el Consejero Druhin.
- Allison Hossack como Perna.
- Paul McGillion como el Dr. Beckett.
- James Lafazanos como el Wraith "Steve".
- Dean Marshall como Bates.
- Edmond Wong como Técnico
- Neil Maffin como Merell.
- Darren Hird como Paciente moribundo.